# Monica Sandve
Monica Sandve Langeland (* 3. Dezember 1973 in Stavanger, Norwegen) ist eine ehemalige norwegische Handballspielerin, die für die norwegische Nationalmannschaft auflief.

## Karriere
Sandve spielte anfangs für die norwegischen Vereine Vigrestad IK, Bryne IL und Hinna IL. Sandve, die auf Linksaußen und im Rückraum eingesetzt wurde, schloss sich im Jahr 1994 dem Erstligisten Nordstrand IF an. Mit Nordstrand IF gewann sie im Jahr 2004 die norwegische Meisterschaft sowie 2003 die Norgesmesterskap, den norwegischen Pokalwettbewerb. Weiterhin stand sie mit dem Verein im Finale des Europapokals der Pokalsieger 2000/01. Nachdem Sandve bis zum Jahr 2005 für Nordstrand IL gespielt hatte, schloss sie sich dem unterklassigen Verein Ekeberg HK an.
Sandve bestritt am 15. Juni 1995 ihr Länderspieldebüt für die norwegische Nationalmannschaft. Nachdem Sandve daraufhin keine weitere Berücksichtigung bei der Kaderplanung der Nationalmannschaft gefunden hatte, kam sie erst am 10. März 2000 zu ihrem zweiten Länderspieleinsatz. Im selben Jahr gewann sie mit der norwegischen Auswahl die Bronzemedaille bei den Olympischen Spielen. Weiterhin gewann sie sowohl bei der Weltmeisterschaft 2001 als auch bei der Europameisterschaft 2002 die Silbermedaille.